# Park Narodowy Prince Albert
Park Narodowy Prince Albert (ang. Prince Albert National Park, fr. Parc national de Prince Albert) – park narodowy położony w środkowej części prowincji Saskatchewan, w Kanadzie. Park został utworzony w 1927, na powierzchni 3874 km². W odległości 200 km na południe od parku leży miasto Saskatoon – stolica prowincji Saskatchewan. Park jest otwarty dla zwiedzających przez cały rok, jednakże największa liczba zwiedzających przypada na okres letni. Różnica wysokości w parku zawiera się w przedziale od 488 m na zachodzie, do 724 m na wschodzie.